# Szinergia
A szinergia görög eredetű szó, mely együttműködést, együtt való hatást jelent. Több tudományban használt fogalom, mely azt a rendszerelméleti elvet illetve helyzetet fogalmazza meg, mi szerint az együttműködő részek eredményessége nagyobb a különálló részek eredményeinek összegénél.  
Gyakran használják az üzleti életben két fél vagy partner kölcsönös együttműködésének leírására. Attól függetlenül, hogy két vagy több konkrét személy közti kapcsolatról, vagy például cégek és vállalatok közti együttműködésről beszélünk, a szinergikus kapcsolat létrehozásának és később a fenntartásának alapvető eleme a folyamatos információcsere és visszacsatolás a felek között. Szinergia hatásról akkor beszélhetünk, amikor valamiféle pozitív többlet keletkezik a kooperáló felek kapcsolatának feljavítása révén. A csoportban történő munkavégzés is ezen a mechanizmuson alapszik: a tagok egy feladatot csupán a saját képességeikkel nem képesek elvégezni, míg közösen már könnyen oldják meg a problémát. Szinergikus kapcsolatról beszélhetünk még például akkor is, ha egy tanár-diák diádot szeretnénk leírni: a két fél közösen dolgozik egy közös célért, ami ebben az esetben a diák fejlődése. A szinergia fogalma az információs társadalom és a globalizáció hatására egyre nagyobb hangsúlyt kap a mindennapokban, a jelenlegi információs társadalom egyik vezérelve a szinergia elve, vagyis a közös célért való közös cselekvés és együttes működés.